# ماتیا کاپوفری
ماتیا کاپوفری (انگلیسی: Mattia Capoferri؛ زادهٔ ۳۰ مهٔ ۲۰۰۱) بازیکن فوتبال است.